# Sejmi eso
Sejmi eso (v anglickém originále Smokin' Aces) je americko-britsko-francouzský kriminální film z roku 2006, který režíroval Joe Carnahan podle vlastního scénáře. Film se odehrává v Las Vegas. V hlavních rolích se zde představili Jeremy Piven (magik Buddy Israel), Ryan Reynolds a Ray Liotta (agenti FBI). Proti nim jde mafie (Ben Affleck, Alicia Keys a další). Ve snímku byla použita například píseň „Big White Cloud“ od velšského hudebníka Johna Calea. V roce 2009 byl představen prequel nazvaný Sejmi eso 2.